# Matías Jones
Matías Jones (Montevideo, 1 juli 1991) is een Uruguayaans voetballer die doorgaans als middenvelder speelt.

## Loopbaan
Jones doorliep de jeugdopleiding bij Danubio FC, om vervolgens in het seizoen 2009/10 te debuteren in het eerst elftal. In dat seizoen kwam hij in totaal tot vier wedstrijden. Het volgende seizoen speelde hij zeven wedstrijden en scoorde daarin één keer.
In de winterstop van het seizoen 2010/2011 werd Jones gecontracteerd door FC Groningen. Hij tekende een contract voor het vijf jaar. Op 18 februari 2011 werd hij gepresenteerd bij FC Groningen. Hij begon in het seizoen 2011/12 bij FC Groningen. Jones nam deel aan de voorbereiding met het Uruguayaans elftal onder 20 voor het WK onder 20 die vanaf 30 juli in Colombia zou worden gehouden. Hierdoor miste Jones een deel van de voorbereiding van FC Groningen voor het komende seizoen. Op 14 juli werd bekendgemaakt dat Jones niet behoorde tot de definitieve selectie van Uruguay onder-20. Aan het begin van het seizoen werd duidelijk dat hij voorlopig nog niet in de basis zou staan. Begin 2013 ging hij op huurbasis naar FC Emmen. In augustus 2013 werd zijn contract ontbonden, waarna hij voor Defensor Sporting Club ging spelen.
In 2014 speelde Jones in Colombia voor La Equidad en in 2015 in Argentinië voor CA San Martín (San Juan). Van 2016 tot 2019 speelde hij voor River Plate Montevideo. Sinds december 2018 trainde Jones mee bij SC Cambuur. Cambuur besloot in januari 2019 Jones een contract aan te bieden en hij maakte daar het seizoen af. Hierna speelde hij voor Danubio FC. In april 2021 ging Jones naar Central Español FC. In maart 2022 sloot hij aan bij HHC Hardenberg in de Tweede divisie.

## Statistieken
| Seizoen | Club                      | Land       | Competitie              | Wedstrijden | Doelpunten |
| ------- | ------------------------- | ---------- | ----------------------- | ----------- | ---------- |
| 2009/10 | Danubio FC                | Uruguay    | Primera División        | 4           | 0          |
| 2010/11 | Danubio FC                | Uruguay    | Primera División        | 7           | 1          |
| 2011/12 | FC Groningen              | Nederland  | Eredivisie              | 12          | 1          |
| 2012/13 | FC Groningen              | Nederland  | Eredivisie              | 0           | 0          |
| 2012/13 | → FC Emmen (huur)         | Nederland  | Eerste divisie          | 9           | 0          |
| 2013    | Defensor Sporting Club    | Uruguay    | Primera División        | 17          | 4          |
| 2014    | Club Deportivo La Equidad | COL        | Primera division        | 12          | 1          |
| 2015    | San Martin de San Juan    | Argentinië | Primera division        | 4           | 2          |
| 2016    | CA River Plate            | Uruguay    | Primera División        | 34          | 13         |
| 2018    | SC Cambuur                | Nederland  | Keuken Kampioen Divisie | 9           | 0          |
| 2019    | Danubio FC                | Uruguay    | Primera División        | 12          | 2          |
| 2020    | Danubio FC                | Uruguay    | Primera División        | 8           | 1          |
| 2021    | Central Espanol           | Uruguay    | Liga de Ascenso         | 8           | 0          |
| Totaal  | Totaal                    | Totaal     | Totaal                  | 136         | 25         |